# L-Fuculose
L-Fuculose (synonym 6-Desoxy-tagatose) ist eine Ketohexose und ein Desoxyzucker. Sie liegt ringförmig als Furanose vor. Daneben gibt es ein chirales Zentrum und entsprechend eine D- und eine L-Form. L-Fuculose kann durch reversible Isomerisierung aus L-Fucose durch die D-Arabinose-Isomerase gebildet werden.